# ПТА-53

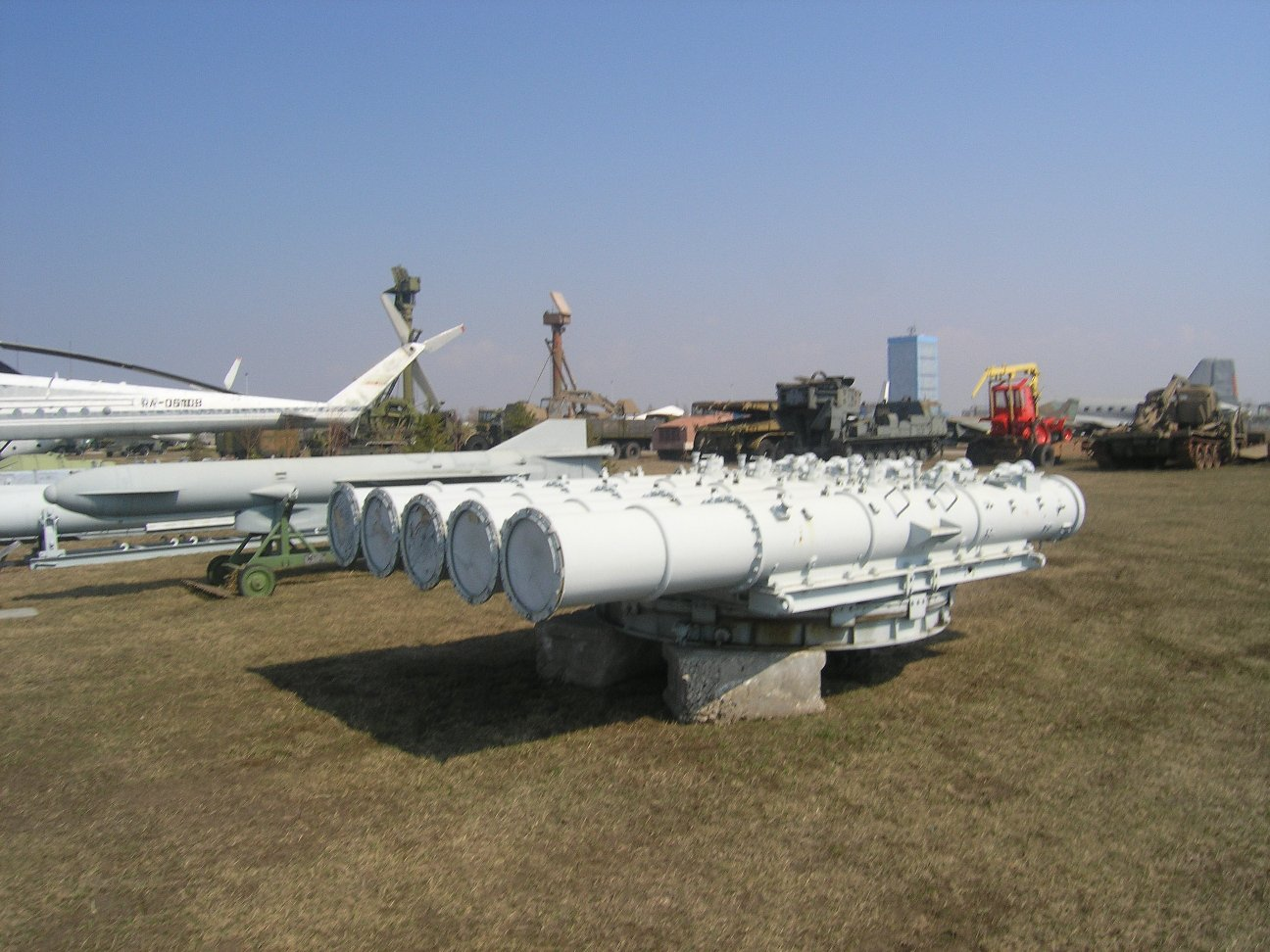
Торпедний апарат ПТА-53 Технічний музей Тольятті

ПТА-53 — радянський п'ятитрубний торпедний апарат надводних кораблів калібру 533 мм. Взятий на озброєння радснською армією у 1948 році.
Завдяки модульній конструкції згодом з'явилися дво-, три- та чотиритрубні різновиди апарата (відповідно ДТА-53, ТТА-53, ЧТА-53).
Торпедний апарат монтується на поворотній платформі з дистанційно керованим слідкуючим електроприводом і резервним ручним приводом. Поворотна платформа забезпечувала положення для заряджання, прицілювання та похідне положення апарата. Стрільбові прилади виконують збір даних для стрільби, передають їх у торпеду, забезпечують наведення апарата та здійснення залпу. У апараті застосовуються торпеди СЕТ-53, СЕТ-65, 53-65К.
Спочатку виштовхування торпеди здійснювалося пороховим зарядом, згодом з'явилися пневматичні модифікації.

## Модифікації
- ПТА-53-30 — для есмінців проєкту 30[en] та 30-біс[en].
- ПТА-53-41 — для есмінців проєкту 41[ru].
- ПТА-53-56 — для есмінців проєкту 56[en].
- ПТА-53-61 — для великих протичовнових кораблів проєкту 61[en].
- ПТА-53-68бис — для крейсерів проєкту 68-біс.
- ПТА-53-1123 — для крейсерів проєкту 1123.
- ПТА-53-1134 — для крейсерів проєкту 1164, крейсерів проєкту 1134[en], великих протичовнових кораблів проєкту 1134-А[en] та великих протичовнових кораблів проєкту 1134Б.
- ЧТА-53-1155 — для великих протичовнових кораблів проєкту 1155[en].
- ЧТА-53-1135 — для сторожових кораблів проєкту 1135.
- ТТА-53-50 та ДТА-53-50 — для сторожових кораблів проєкту 50[en].
- ДТА-53-1124 — для малих протичовнових кораблів проєкту 1124.
- ПТА-53-1143 — для авіаносних крейсерів проєкту 1143.
- ДТА-53-11356 — для Фрегат проекта 11356фрегатів проєкту 11356.